# サッダーム・フセイン
サッダーム・フセイン（صَدَّام حُسَيْن , 文語アラビア語発音：Ṣaddām Ḥusayn, サッダーム・フサイン / 口語アラビア語発音：Ṣaddām Ḥusein, 英字表記：Saddam Hussein、サッダーム・フセイン、1937年4月28日 - 2006年12月30日）は、イラク共和国の政治家。スンナ派のアラブ人であり、イラク共和国の大統領、首相、革命指導評議会議長、バアス党地域指導部書記長、イラク軍最高司令官を務めた。軍階級は元帥。日本語の慣例では、彼の名をサダム・フセインと表記することが多いが、本項ではサッダームと表記する（詳細はフルネームの節を参照）。

## 生い立ち

### 出生

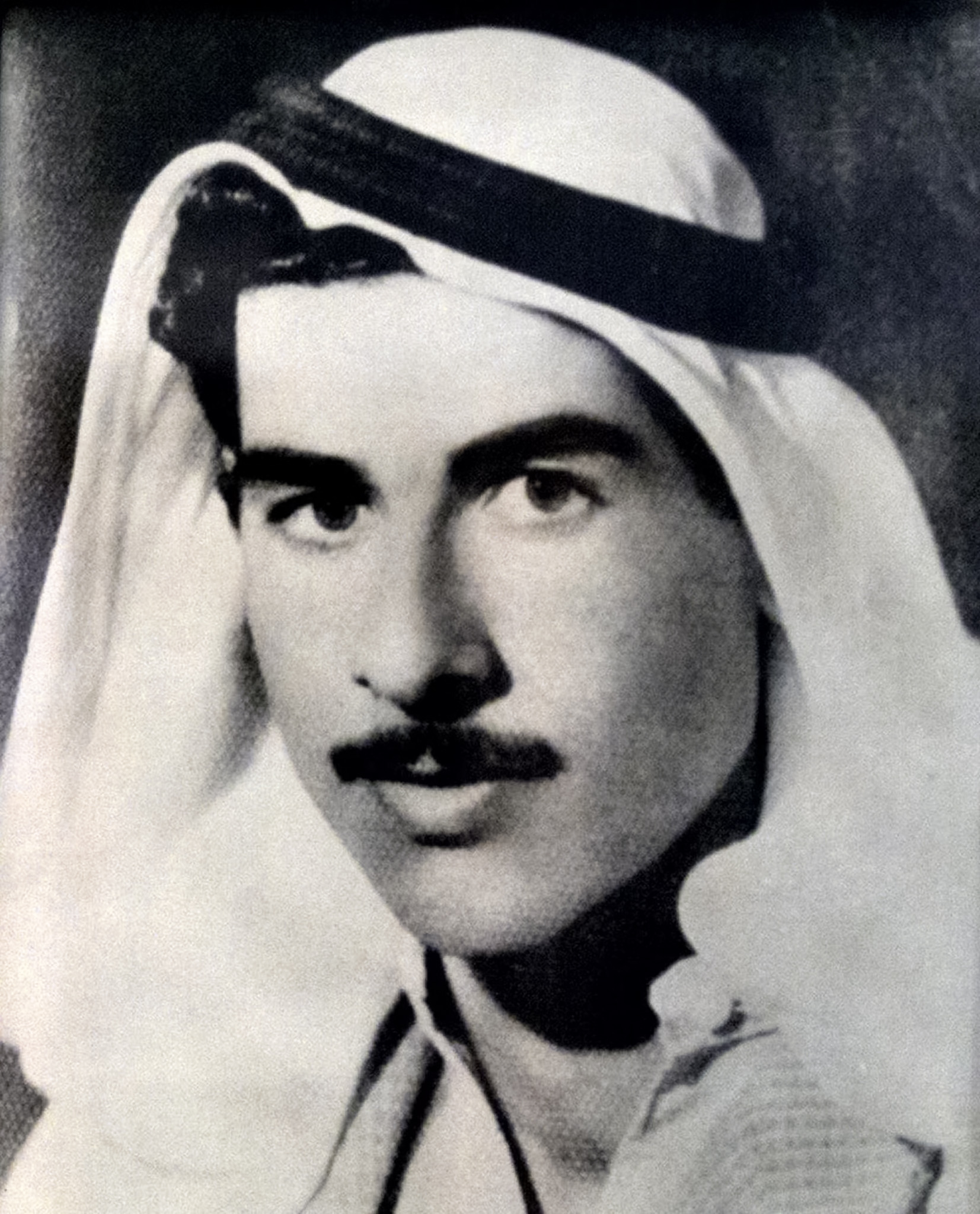
青年時代のサッダーム

イラク北部のティクリート近郊のアル＝アウジャ村で農家の子として生まれ、「敵を大いに撃破する者」という意味のアラビア語人名「サッダーム」を名付けられた。アル＝ブー・ナースィル族（البو ناصر, 転写：Al-Bū Nāṣir, 発音：アル＝ブー・ナースィル, 主な英字表記：Al-Bu Nasir）出身であり、のちの大統領アフマド・ハサン・アル＝バクルとは従兄弟であった。父フセイン・アブドゥルマジード（フセイン・アル＝マジードとも）はサッダームが生まれた時には既に死んでおり、母スブハ・タルファーフは羊飼いのイブラーヒーム・ハサンと再婚して、サッダームの3人の異父弟を生んだ。
10歳の時から、母方の叔父ハイラッラー・ティルファーフのもとで暮らした。8歳の時に、ハイラッラーの娘で従姉妹にあたるサージダ・ハイラッラーと婚約している。サッダームの敵に屈しない性格とイランを敵視するアラブ民族主義は、叔父ハイラッラーの影響から生まれたと言われている。小学生の時から銃を持ち歩き（当時、銃を持つのはティクリート一帯で普通のことであった）、素行の悪さから学校を退学させようとした校長を脅迫して、退学処分を取り消させている。1947年に叔父とその息子アドナーン・ハイラッラーと共にティクリートへ出て叔父が教師を務める同地の中学を卒業した。

### バアス党
1955年に当時、中央政府の教育庁長官になっていたハイラッラーの後を追ってバグダードに移り住む。1957年にバアス党に入党する。このころのサッダームは、バグダードのストリートギャングを率いていたといわれる。ハーシム王政崩壊後の1959年には叔父が教育庁長官の職を追放されるきっかけを作った（当時のイラクは親英派の王制であった）ティクリート出身の男性をハイラッラーの命により銃で殺害した。ハイラッラーとサッダームは殺人容疑で逮捕されたが、証拠不十分で釈放となった。
1950年代は、エジプトで革命が起こり、親英の王制が倒されてガマール・アブドゥル＝ナーセル政権が樹立に向かっている時期にあたり、アラブ諸国ではアラブ民族主義が高まりを見せており、サッダームもナーセルの影響を受けた。1958年には、イラクでも軍部によるクーデター（7月14日革命）により親英王制が打倒されている。

## 政治活動

### 亡命

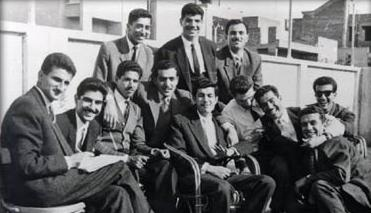
エジプトに亡命したサッダーム（前列右から3人目）

バアス党は親英王制を打倒させ政権についていたアブドルカリーム・カーシムがアラブ統一よりもイラクの国益を優先する政策をとりアラブ連合共和国への参加に懐疑的だったため、1959年にカーシム首相暗殺未遂事件を起こした。この事件に暗殺の実行犯として関与したサッダームは、カーシムの護衛から銃弾を受けて足を負傷するが、剃刀を使って自力で弾を取り除き、逮捕を逃れるためベドウィンに変装し、ティグリス川を泳ぎ継いで、シリアに亡命、ついでエジプトに逃れた。シリア滞在中にはバアス党の創始者ミシェル・アフラクの寵愛を受けた。亡命中の欠席裁判により、サッダームは死刑宣告を受けた。
サッダームは、エジプトで亡命生活を送りながら高等教育を受け、カイロ大学法学部に学んだ。帰国後の1968年には、法学で学位を取得したとされるが、カイロ大学にはサッダームの在籍記録が存在していない（=卒業の確認が取れない）。カイロでのサッダームは、何かと周囲に喧嘩を吹っかけるなど、トラブルメーカーであったと、当時サッダームが出入りしていたカフェのオーナーが証言している。

### クーデター
1963年にアブドッサラーム・アーリフ将軍が率いたクーデター（ラマダーン革命）によりカースィム政権が崩壊してバアス党政権が発足すると、サッダームは帰国してバアス党の農民局長のポストに就いた。また、このころ党情報委員会のメンバーとしてイラク共産党員に対する逮捕、投獄、拷問などを行なったと言われているが真偽は不明。1963年には党地域指導部（RC）メンバーに選出され、バアス党の民兵組織の構築にも関与した。この年サージダと正式に結婚する。
しかし、この第一次バアス党政権は党内左右両派の権力争いにより政権を追われる（1963年11月イラククーデター）。1964年、サッダームはアーリフ大統領の暗殺を企てたものの、事前に発覚し、逮捕投獄された。1965年に獄中でRC副書記長に選出された。1966年、看守を騙して脱獄し、地下活動を行なう。
1968年7月17日、アフマド・ハサン・アル＝バクル将軍の率いるバアス党主導の無血クーデター（7月17日革命）により党は再び政権を握った。このクーデターでサッダームは、自ら戦車で大統領宮殿に乗り付けて制圧するなど主要な役割を果たしている。

### 政権ナンバー2に

1975年、イランのモハンマド・レザー・パフラヴィー国王（右）とサッダーム（左）

バクル政権では副大統領になり、治安機関の再編成をまかされ、クーデターに協力したアブドラッザーク・ナーイフ首相の国外追放、イブラーヒーム・ダーウード国防相の逮捕など、バクル大統領の権力強化に協力し、その結果、1969年、革命指導評議会（RCC）副議長に任命された。また、この時期にサッダームはイラク・バアス党をシリア・バアス党の影響力から引き離す工作を始め、「イラク人民とは文明発祥の地、古代メソポタミアの民の子孫である」とする「イラク・ナショナリズム」（ワタニーヤ）をアラブ民族主義（カウミーヤ）と融合させてイラクの新たなイデオロギーに据えた。
このころ、サッダームは治安・情報機関を再編成し、その長に側近や親族を充てて、国の治安機関を自らの支配下におき、イラクを警察国家に変貌させ、秘密警察による国民の監視が強化された。政府省庁やイラクの国軍内部にもバアス党員からなる政治委員を設置し、逐一動向を報告させている。
また、政府の高位職に同郷であるティクリートやその周辺地域の出身者を多く登用している。そのため、恩恵に与れない他地域の人間の間には不満が募っていった。
そんな中、1973年6月、シーア派のナジーム・カッザール国家内務治安長官が、バクルとサッダームの暗殺を企てるが、事前に露見し、サッダームの素早い決断によりクーデター計画を阻止している。カッザールとその一派は特別法廷により死刑を宣告され、処刑されたが、この際に事件と関わりの無い人物、主に、清廉な人物としてイラク国民からの人望も厚く、次期大統領との呼び声も高かったアブドゥルハーリク・サーマッラーイーのような、バアス党内におけるサッダームのライバル達も陰謀に加担した容疑で粛清された。

## 大統領就任

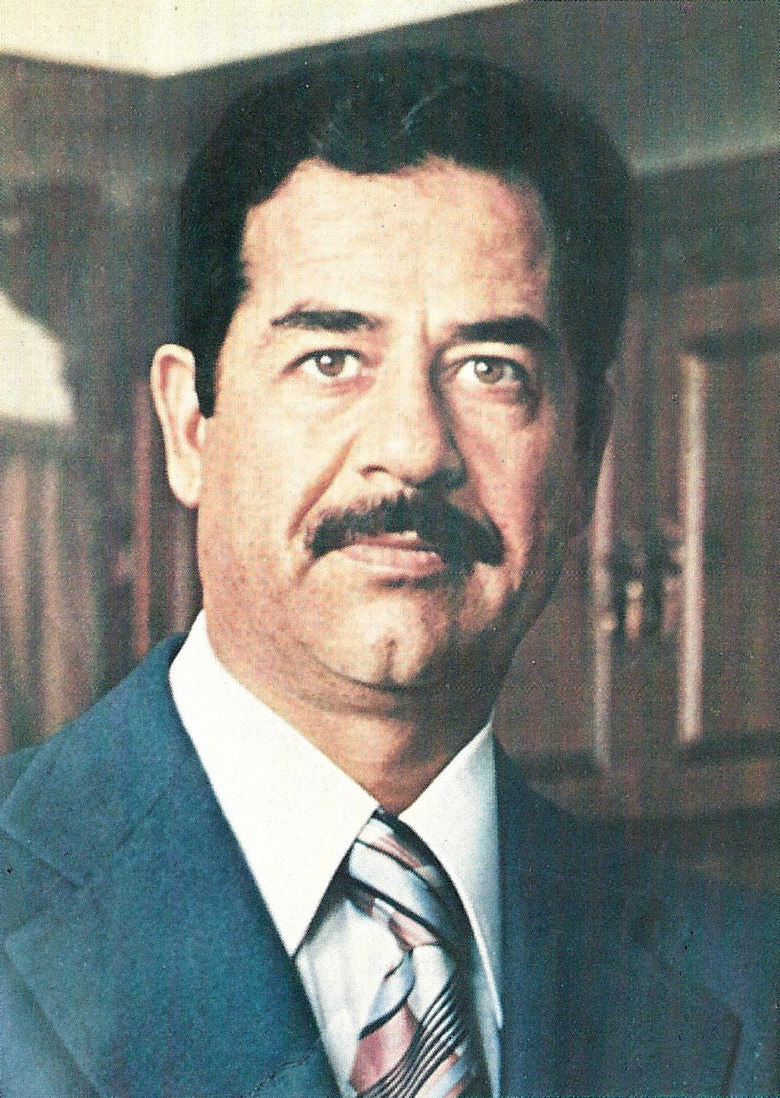
サッダームの公式肖像画（1979年）

1979年7月17日、バクルが病気を理由に辞任すると発表した為、イラク共和国第5代大統領（首相兼任）に就任した。
バアス党内には、バクルの突然の辞任に疑問を呈する者もおり、これはバクルが1978年10月に当時対立していたシリアのハーフィズ・アル＝アサドと統合憲章を結んだためとされた。1979年7月22日、アル＝フルド・ホールで開かれた党臨時会議により、党内部でシリアと共謀した背信行為が発覚したとして、サッダーム自ら一人ずつ「裏切り者」の名前を挙げていき、66人の人物が、会場に待機していた情報総局（ムハーバラート）の人間によって外へと連れ出され、その日のうちに革命指導評議会メンバーで構成される特別法廷により、55人の人間が有罪を宣告され、22人は「民主的処刑」と呼ばれた方法、仲間の党員の手によって銃殺となった。
一連の出来事はクーデター未遂事件として扱われ、同月30日までの処刑者は34人、逮捕者は約250人にのぼった。
粛清された人間には、サッダームの大統領就任に反対した、ムヒー・アブドルフセイン・マシュハダーニー革命指導評議会中央書記局長、サッダームの側近の一人だったアドナーン・アル＝ハムダーニー副首相、イラク石油国有化の舵取り役だったムルタダー・ハディーシー元石油相も含まれる。また、この時に党から除名された人物も後になって暗殺や投獄を受けて処刑され、党内の反サッダーム派は一掃された形となった。

## イラン・イラク戦争

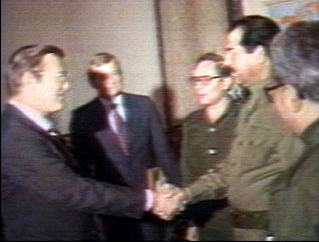
イラン・イラク戦争当時、米国の特使として派遣されたドナルド・ラムズフェルド（左）と握手するサッダーム（右）

1979年、イラン革命によってイランにシーア派イスラーム主義のイスラーム共和国が成立し、イラン政府は極端な反欧米活動を展開した。また、革命の波及を恐れていたのは欧米だけでは無く、周辺のバーレーン・サウジアラビアなどの親米・スンニ派の湾岸アラブ諸国も同様であった。
サッダームは、こうした湾岸諸国の危機感や欧米の不安を敏感に感じ取っていた。1975年に自らが当時のパフラヴィー朝との間で締結したアルジェ合意で失ったシャットゥルアラブ川の領土的権利を回復し、欧米諸国やスンニ派アラブ諸国の脅威であるイラン・イスラーム体制を叩くことで、これらの国の支持と地域での主導権を握り、湾岸での盟主の地位を目指すというのがサッダームの戦略であった。また、革命の前年1978年にバグダードで主催した首脳会議でアラブ連盟から追放したエジプトに代わってイラクをアラブの盟主にすることも画策していた。
また、サッダーム率いるバアス党政権は、イラン革命がイラク国内多数派のシーア派にも波及することを恐れていた。実際、1970年代には、南部を中心にアーヤトゥッラー・ムハンマド・バーキル・サドル率いるシーア派勢力が、中央政府と対立していた。1980年4月には、ターリク・アズィーズ外相を狙った暗殺未遂事件が発生し、さらに同外相暗殺未遂事件で死亡したバアス党幹部の葬儀を狙った爆弾テロが起こり、事ここに到ってサッダームは、ムハンマド・バーキル・サドルを逮捕し、実妹と共に処刑した。
その間、イラン国境付近では散発的な軍事衝突が発生するようになり、緊張が高まった。1980年9月17日、サッダームはテレビカメラの前でアルジェ合意を破り捨てて、同合意の破棄を宣言。9月22日、イラク空軍がイランの首都テヘランなど数か所を空爆とイラン領内への侵攻が開始され、イラン・イラク戦争が開戦した。
戦争を開始した理由は、イスラーム革命に対する予防措置であると同時に、革命の混乱から立ち直っていない今なら、イラクに有利な国境線を強要できると考えたからである。侵攻当初はイラクが優勢であったが、しだいに物量や兵力に勝るイランが反撃し、戦線は膠着状態に陥り、1981年6月にはイラン領内から軍を撤退させざるを得なかった。1986年にはイランがイラク領内に侵攻し、南部ファウ半島を占領されてしまう。
サッダームはイラン南部フーゼスターン州に住むアラブ人が同じ「アラブ人国家」であるイラクに味方すると思っていたが、逆にフーゼスターンに住むアラブ人たちは「侵略者」であるイラクに対して抵抗し、思惑は外れた。また、北部ではイランと同盟を組んだクルド人勢力が、中央政府に反旗を翻し、独立を目指して武装闘争を開始した。イラクと敵対していた隣国シリアは、イランを支持してシリアとイラクを結ぶ石油パイプラインを停止するなど、イラクを取り巻く状況は日増しに悪くなっていった。
こうした中、イラクは湾岸アラブ諸国に支援を求めた。湾岸諸国もイスラーム革命の防波堤の役割をしているイラクを支えるため経済援助を行った。また、湾岸諸国に石油利権を持つ先進国もイラクに援助を行った。アメリカ、イギリス、フランスなどの西側の大国、さらに国内に多くのムスリムを抱えていた社会主義国のソビエト連邦や中華人民共和国のような東側の大国もイランからの「イスラーム革命」の波及を恐れてイラクを支援した。
ソ連（ロシア）、フランス、中国は1980年から1988年までイラクの武器輸入先の9割を占め、後の石油食料交換プログラムでもこの3国はイラクから最もリベートを受けている。さらにイラクにはイタリア、カナダ、ブラジル、南アフリカ、スイス、チェコスロバキア、チリも武器援助を行った。北朝鮮とはイランを支援したことを理由に1980年に断交した。
また、「バビロン計画」としてカナダ人科学者のジェラルド・ブルに全長150m口径1mの非常に巨大な大砲を建設させていた。
サッダームは、イラン・イラク戦争が忘れられた戦争にならないように、戦争と先進国の利害を直接結びつけようとした。そのためにイラクは、1984年からペルシア湾を航行するタンカーを攻撃することによって、石油危機に怯える石油消費国を直接戦争に巻き込む戦術をとり始め、イランの主要石油積み出し港を攻撃した。この作戦が功を奏し、両国から攻撃されることを恐れたクウェートがアメリカにタンカーの護衛を求めた。これにより、アメリカの艦隊がペルシア湾に派遣され、英仏もタンカーの護衛に参加してタンカー戦争が起きたのであった。
当時、反米国家イランの影響力が中東全域に波及することを恐れたロナルド・レーガン政権は、イラクを支援するため、まず1982年に議会との協議抜きでイラクを「テロ支援国家」のリストから削除した。1983年12月19日には、ドナルド・ラムズフェルドを特使としてイラクに派遣し、サッダームと90分におよぶ会談を行った。
1984年にはイラクと国交を回復し、アメリカとの蜜月を築いた。1988年に至るまでサッダーム政権に総額297億ドルにも及ぶ巨額の援助や、ソ連製兵器情報の供与を条件に、中央情報局による情報提供を行ったとされ、後にアメリカ合衆国議会で追及される「イラクゲート」と呼ばれるフセイン政権に武器援助を行った疑惑も起きた。だが、後に亡命したワフィーク・サーマッラーイー元軍事情報局副局長によると、サッダームは完全にはアメリカを信用しておらず、「アメリカ人を信じるな」という言葉を繰り返し述べていたという。
1987年には国連で即時停戦を求める安保理決議が採択。1988年にイランは停戦決議を受け入れた。イラクはアメリカを含む国際社会の助けで辛くも勝利した形となった。その1年後にはホメイニーが死去し、湾岸諸国と欧米が危惧した「イスラーム革命の波及」は阻止された形になった。そして、後に残ったのは世界第4位の軍事大国と呼ばれるほど力をつけたイラクであった。

## 湾岸戦争
1988年に終結したイラン・イラク戦争は、イラクを中東最大の軍事大国の1つへと押し上げる一方で、かさんだ対外債務や財政悪化、物不足やインフレなど国内は深刻な経済状況にあった。また、サッダームの長男ウダイが大統領の使用人を殺害するという不祥事も発生した。
サッダームは政権に対する国民の不信が高まらないよう、「政治的自由化」を打ち出した。現体制を維持しつつ、限定的な民主化を推進して、国民の不満のガス抜きを行う狙いだった。バアス党を中心に、情報公開、複数政党制、憲法改正に関する特別委員会を設置し、大統領公選制などを盛り込んだ新憲法案が起草された。
政権が特に推進したのは情報公開であった。サッダームは各メディアに投書欄を充実させるよう命じた。だがそこに寄せられる政府批判は予想外に厳しいものであった。批判はサッダーム個人では無く、官僚批判の形で操作されていたが、失業や戦後復興の遅れなど、ありとあらゆる分野に苦情が殺到した。さらに、ちょっとした情報公開でも体制崩壊に繋がりかねないと政権を恐れさせたのは、1989年に東欧各地で起こった民主化であった。
とりわけサッダームが衝撃を受けたのは、ルーマニアのニコラエ・チャウシェスク大統領が、89年12月のルーマニア革命により政権の座を追われて処刑された出来事であった。サッダームとチャウシェスクは、非同盟諸国会議機構の中心的指導者として、互いに親密な関係にあったとされる。そのため、サッダームはイラクの各治安機関にルーマニア革命の映像を見せ、同政権崩壊の過程を研究させている。これを機に「政治的自由化」の動きは失速し、民主化も頓挫したのであった。
その一方で、イラクの軍備は増強されていった。兵力は180万人に膨れ上がり、戦闘機の数も700機に上った。サッダームは、イランが停戦に応じたのはイラク軍の軍備増強、ミサイル兵器による攻撃などイランを力で追い詰めることが出来たからだと考えていた。軍事大国化こそ勝利の道であるという信念がサッダームに植え付けられ、そのことが戦後も軍備増強を続ける原因になったとされる。
1990年3月、英紙「オブザーバー」のイギリス系イラン人の記者が、イラクの化学兵器製造工場に潜入取材をしたとして、イギリス政府の懇願にもかかわらず処刑される事件が起きる。4月に入るとサッダームは「もしイラクに対して何か企てるなら、イスラエルの半分を焼きつくす」と発言した。これは、戦後のイラクの軍事的プレゼンスをアラブ諸国に印象づけ、アラブ世界における主導権の獲得を目指した発言であったが、西欧諸国の懸念を呼んだ。
さらに西欧諸国のサッダーム政権に対する懸念と警戒感を呼んだのは、イラクが自国民であるクルド人に対して化学兵器を用いた大量虐殺を行っていたことが、欧米の人権団体により明らかにされたことだった。こうした事例に加え、イラクが核兵器起爆装置を製造しているのではないかという疑惑や、イギリスが長距離砲弾用と思われる筒（多薬室砲）をイラクが輸入しようとしていたのを差し押さえるなど、イラクの軍備拡大に警鐘を鳴らす出来事が起きたことだった。欧米のメディアもこぞってサッダーム政権の「残忍性」を批判し、それにイラクが反発するなど欧米諸国との関係は悪化していった。
一方、アメリカとの関係は非常に良好であった。アメリカは、1988年から89年までの間にイラク原油の輸入を急速に増やすと共に、年間11億ドルを越える対イラク輸出を行い、アメリカはイラクの最大の貿易パートナーとなっていた。また、クルド人に対するイラクの化学兵器使用を非難し、イラクに対する信用供与を停止する経済制裁決議を米下院が採択しても、アメリカ政府はとりたてて動かず「制裁は米財界に打撃」との理由で、イラクに警告する程度にとどまった。
中東研究者の酒井啓子はこうした一連のアメリカの対応が、サッダームに「少々のことが起こっても、アメリカは対イラク関係を悪化させたくない」というメッセージとなって伝わったに違いないと指摘している。
一方でサッダームは、戦後復興のために石油価格の上昇による石油収入の増大を狙っていた。1990年1月、サッダームは石油価格引き上げを呼びかけ、サウジアラビアや同様に戦後復興に苦慮していた敵国イランもイラクの呼びかけに応じた。しかし、クウェートはイラクの呼びかけに答えず、石油の低価格増産路線を続け、逆に価格破壊をもたらした。
イラクはクウェートを非難したが、クウェートは応じなかった。7月に入るとイラク側は「クウェートがイラク南部のルマイラ油田から盗掘している」と糾弾し、軍をクウェート国境に南下させて軍事圧力を強め、クウェートとの直接交渉に臨んだ。7月26日、クウェートはようやく石油輸出国機構の会議で、石油価格を1バレル21ドルまで引き上げるとの決定に同意したが、イラクは軍事行動を拡大し、7月30日には10万規模の部隊が国境に集結した。
こうして1990年8月2日、イラク共和国防衛隊がクウェートに侵攻した。当初は「クウェート革命勢力によって首長制が打倒され、暫定政府が樹立された」として、「クウェート暫定政府による要請で」イラクがクウェートに駐留すると発表していた。
イラクがクウェートに侵攻した理由について、上記の石油生産を巡る政治的対立の他にも、歴代のイラク政権がオスマン帝国時代の行政区分でクウェートがバスラ州の一部であったことを根拠に領有権を主張していたことや、クウェート領であるワルバ・ブービヤーン両島がイラクのペルシア湾に通じる狭い航路をふさいでおり、それを取り除いて石油輸出ルートを確保しようとしたとも言われている。
政権崩壊後、米国の連邦捜査局の取調官がサッダームにクウェート侵攻の理由について尋ねると、原油盗掘などの懸案協議に向け外相を派遣した際、クウェート側から「すべてのイラク人女性を売春婦として差し出せ」と侮辱されたといい、「罰を下したかった」と述べたとされ、侵攻に向けた決断のひとつが感情的なものであったことも明らかになった。
しかし、このイラクの軍事侵攻は国際社会から激しい批判を浴び、アメリカは同盟国サウジアラビア防衛を理由として、空母と戦闘部隊を派遣した。国際連合安全保障理事会は対イラク制裁決議とクウェート撤退決議を採択した。これに対してサッダームは、8月8日にクウェートを「イラク19番目の県」としてイラク領への併合を宣言。同時に、イスラエルがパレスチナ占領地から撤退するならば、イラクもクウェートから撤退するという「パレスチナ・リンケージ論」を提唱し安保理決議に抵抗した。また、日本やドイツ、アメリカやイギリスなどの非イスラム国家でアメリカと関係の深い国の民間人を、自国内の軍事施設や政府施設などに「人間の盾」として監禁した。なお、この時サッダームは人質解放を巡って日本の元首相である中曽根康弘と会談しており、その後74人の人質を解放している。
このサッダームの姿勢は、パレスチナ人など一部のアラブ民衆には支持されたが、同じアラブ諸国のサウジアラビアやエジプト、反米国であるシリアもイラクに対して「クウェート侵攻以前の状態に戻る」ことを要求し、国際社会の対イラク包囲網に加わった。12月に入って、イラクが1991年1月15日までにクウェートから撤退しないのなら、「必要なあらゆる処置をとる」との武力行使を容認する安保理決議を採択した。
1991年1月17日、アメリカ軍を中心とする多国籍軍が対イラク軍事作戦である「砂漠の嵐」作戦を開始し、イラク各地の防空施設やミサイル基地を空爆。ここに湾岸戦争が開戦した。サッダームは、多国籍軍との戦力差を認識しており、開戦後はいかにしてイラクの軍事力の損失を防ぐか、被害を最小限に食い止めるかに重きを置いており、空軍戦闘機をかつての敵国であるイランに避難させたりしている。同時に、弾道ミサイルを使ってサウジアラビアやイスラエルを攻撃させている。イスラエルを攻撃したのは、イスラエルを戦争に巻き込むことによって争点をパレスチナ問題にすり替えて、多国籍軍に加わっているアラブ諸国をイラク側に引き寄せようとの思惑であったが、アメリカがイスラエルに報復を自制するよう強く説得したため、サッダームの思惑は外れた。
2月に入り、サッダームと個人的に親交のあったソ連のエフゲニー・プリマコフ外相がバグダードを訪れてサッダームと会談し、停戦に向けて仲介を始めた。そしてターリク・アズィーズ外相とミハイル・ゴルバチョフ大統領との間の交渉により、撤退に向けて合意した。その一方でイラクはクウェートの油田に放火するなど焦土作戦を始めた。
これに反発したブッシュ政権は2月24日、アメリカ軍による地上作戦を開始。ここへきてサッダームはイラク軍に対してクウェートからの撤退を命じ、2月27日にはクウェート放棄を宣言せざるを得なかった。4月3日、国連安保理はイラクの大量破壊兵器廃棄とイラクに連行されたクウェート人の解放を義務とした安保理決議を採択。4月6日、イラクは停戦を正式に受諾し、湾岸戦争は終結した。

## 国連制裁下の政権

テレビ演説するサッダーム（1996年）

敗戦による政権の隙をついて、国内のシーア派住民とクルド人が政権への反乱を起こした（1991年イラク反政府蜂起）。民衆蜂起はまず南部で拡大し、一気に全国18県中14県が反政府勢力側の手に落ちた。しかし、反政府勢力が期待していたアメリカ軍の支援は無かった。アメリカはイランと同じシーア派勢力の台頭を警戒しており、イラク国民に対してはサッダーム政権を打倒するよう呼びかけたが、自ら動くことは無かった。アメリカが介入しないとみるや、サッダームは温存させてあった精鋭の共和国防衛隊を差し向けて反政府勢力の弾圧に成功する。この際、反政府蜂起参加者に対して、非常に苛烈な報復が行われ、シーア派市民に対する大量虐殺が発生した。政権による弾圧の犠牲者は湾岸戦争の犠牲者を上回る10万人前後と言われている。
南部の反乱を平定すると、政権は北部のクルド人による反乱を抑え込もうと北部に兵を進めた。この時、サッダーム政権による化学兵器まで用いた弾圧の記憶が生々しく残っているクルド人たちは、一斉にトルコ国境を超え、大量の難民が発生し、人道危機が起こった。こうした事態を受けて、米英仏が主導する形でイラク北部に飛行禁止空域を設置する決議が採択され、イラクの航空機の飛行が禁止された。
1991年6月には、政権による強引な水路開発計画に抗議するため、南部の湿地帯に住むマーシュ・アラブ人が反乱を起こした。この反乱もマーシュ・アラブ人が住む湿地帯を破壊するという容赦の無い弾圧で抑え込んだものの、これにより飛行禁止空域はイラク南部にも拡大された。飛行禁止区域は2003年まで設定され、米英軍の戦闘機がイラク軍の防空兵器を空爆したり、区域を侵犯したイラク軍機を撃墜するなどした。
1993年1月、サッダームは南部の飛行禁止空域に地対空ミサイルを設置し、再び国際社会を挑発する行動に出た。この時期、アメリカでは前年の大統領選挙の結果、ジョージ・H・W・ブッシュを破って当選したビル・クリントンのアメリカ合衆国大統領就任式の数日前という微妙な時期であった。サッダームはこの時期ならばアメリカは軍事行動を起こせないと見込んでいたが、地対空ミサイル設置は国連安保理決議違反であるとして、米英仏による多国籍軍による空爆を招いてしまう。その結果、地対空ミサイルやレーダー施設、核関連施設などが爆撃された。
1993年4月には、クウェートを訪問したブッシュ前大統領の暗殺を企てていたとして、イラクの工作員が逮捕されるという事件が起こった。同年6月、この報復として、アメリカ軍はトマホークミサイル23発をバグダードに発射し、イラクの諜報機関「総合情報庁」の本部を攻撃している。

## 政権崩壊

### イラク戦争
2001年9月11日、アメリカ同時多発テロ事件が発生。9・11テロについてもサッダームは演説で「アメリカが自ら招いた種だ」と、テロを非難せず、逆に過去のアメリカの中東政策に原因があると批判、同年10月20日まで哀悼の意を示さなかった。同時テロ以降のアメリカ合衆国は、アルカーイダを支援しているとしてサッダーム政権のイラクに強硬姿勢を取るようになった。
2002年1月、アメリカ合衆国のジョージ・W・ブッシュ政権は、イラクをイランや北朝鮮と並ぶ「悪の枢軸」と名指しで批判した。2002年から2003年3月まで、イラクは国際連合安全保障理事会決議1441に基づく国連監視検証査察委員会の全面査察を受け入れた。
2003年3月17日、ブッシュは48時間以内にサッダーム大統領とその家族がイラク国外に退去するよう命じ、全面攻撃の最後通牒を行った。サウジアラビア、アラブ首長国連邦、バーレーンは戦争回避のために亡命をするように要請したがサッダームは黙殺したため、開戦は決定的となった。
2003年3月20日、ブッシュ大統領は予告どおりイラクが大量破壊兵器を廃棄せず保有し続けているという大義名分をかかげて、国連安保理決議1441を根拠としてイラク戦争を開始。攻撃はアメリカ軍が主力であり、イギリス軍もこれに加わった。
開戦初日の20日に、サッダームは国営テレビを通じて録画放送ではあったが国民向けの演説を行い、自身の健在をアピールした。ただ、この時のサッダームは普段の演説スタイルとは違い、場所不明の部屋の椅子に座り、老眼鏡を掛けて演説原稿を何度も折り返しながら読んでおり、欧米メディアやアメリカ政府当局者などが「演説しているのは影武者」「最初の空爆で死亡もしくは重傷を負った」などと憶測報道・会見を行なった（なお、開戦初日の空爆はサッダームの誤った所在情報を下にして行なわれた作戦であったことが後に明かされた）。開戦当日以降も政権崩壊までの約3週間の間に国民に向けた演説や幹部を集めた会議の様子を収めた映像が国営テレビなどにより数回放送された。
4月9日、バグダードは陥落したが、サッダームは既に逃亡していた。アラブ首長国連邦の衛星チャンネル「アブダビ・テレビ」にて、サッダームが次男のクサイと共にバグダード北部のアーザミーヤ地区を訪れ、サッダームを支持する群集の前に姿を現した映像が放送された。
AP通信が2007年12月に、当時その場にいた元教師の証言を元に報じた取材記事によると、この時サッダームはアーザミーヤ地区にあるアブー・ハニーファ・モスクの前に現れ、小型トラックの上に立って200人の群集を前に「我々がアメリカ人を撃ち破るなら、私はアーザミーヤに黄金の記念碑を建てることを人々に約束する」と語ったという。丁度その時、同じバグダードのフィルドゥース広場ではアメリカ軍と市民によりサッダーム像が引き倒されていた。サッダームは、4月9日の昼過ぎにアブー・ハニーファ・モスクに現れ、次男のクサイ、大統領秘書官のアービド・ハーミド・マフムードを伴っていたという。サッダームは軍服、クサイは紫のスーツを着ており、小型トラックの上に立っていたが、明らかに疲労の様子がうかがえたという。その日の夜サッダームは同地区にあるアブー・ビシャール・アル＝ハアフィー・モスクに一晩泊まった後、翌10日の午前6時ごろ、川を船で渡って対岸のカーズィミーヤ地区に向かって姿を消したという。
また、政権崩壊により放送されなかった最後の国民向け演説の録画テープが、バグダード陥落後に発見され、メディアに公開された。未編集のため、テープには演説途中に咳き込んで演説を途中で止めたり、カメラマンにうまく撮れたか確認するサッダームの様子が写っていた。
英紙「サンデータイムズ」の報道によれば、4月11日までサッダーム父子と行動を共にしていた共和国防衛隊参謀総長のサイフッディーン・フライイフ・ハサン・ターハー・アッ＝ラーウィーの証言として、4月11日に車でバグダードを離れる際に車中で『もう終わりだ』と述べて敗北を認めた様子だったという。サッダームに取り乱れた様子は無かったが、次男クサイは『一緒に逃げよう』と泣いて懇願した。サッダームはそれを拒否し、『生き延びるためには別々に行動した方がよい』と聞き入れなかったという。また、4月7日にバグダードのある地区で、サッダーム父子も参加する会議が開かれたが、父子が帰った10分後に彼らがいた建物がアメリカ軍に爆撃されたとも証言した。
後にアメリカの連邦捜査局（FBI）の取調官に対しても、自分は4月11日までバグダード市内に潜伏しており、前日の10日に数人の側近と会合を持ち、アメリカ軍に対する地下闘争を行うよう指示したとされる。
5月1日、ブッシュ大統領はサンディエゴ沖の太平洋上に浮かぶ空母にて演説、戦闘終結宣言を出した。
サッダームは、戦闘終結宣言以降も行方不明であった。時折、音声テープを使ってイラク国民や支持者に対してアメリカ軍に抵抗するよう呼びかけた。アメリカ軍も度重なるサッダーム捕捉作戦を行い、この間サッダームの息子ウダイとクサイを殺害したが、サッダームの拘束には失敗している。

#### サッダーム逮捕

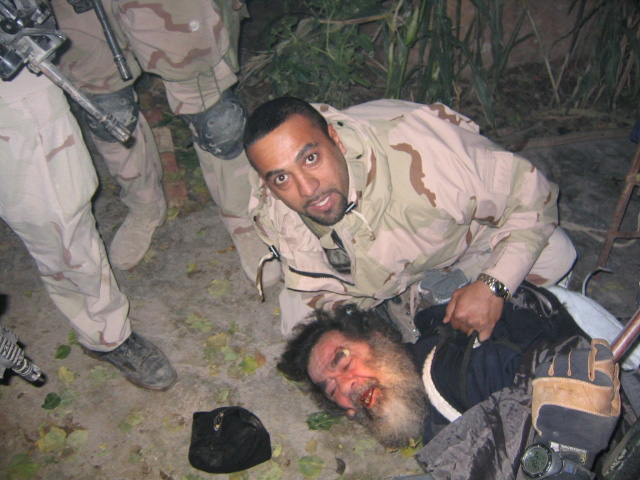
イラク人の米軍通訳に取り押さえられた直後のサッダーム（下）。

転機は、7月に拘束されたサッダームの警護官の供述であった。この供述を元にアメリカ軍は2003年12月13日、サッダーム拘束を目的とした「赤い夜明け作戦」を決行。サッダームはアメリカ陸軍第4歩兵師団と特殊部隊により、イラク中部ダウルにある隠れ家の庭にある地下穴に隠れているところを見つかり逮捕された。拳銃を所持していたが抵抗や自決などは行わなかった。アメリカ軍兵士によって穴から引きずり出されて取り押さえられ、「お前は誰だ？」という問いに対し、「サッダーム・フセイン。イラク共和国大統領である。交渉がしたい。」と答えたとされる。この時、アメリカ軍通訳の亡命シーア派イラク人の姿を見るなり「裏切り者」と叫んで唾を吐きかけたため、この亡命イラク人に殴打されている。
ただし、後にサッダーム自身が弁護士を通じて語ったところによれば、「穴倉に潜んでいたのでは無く、朝の礼拝中に襲われた。米兵に足を叩かれて、麻酔で眠らされた」とアメリカ軍発表を否定しており、「銃は持っていなかった。持っていれば戦って自分は殉教者になったはずだ」などと反論している。
なお、サッダームが隠れていた民家は、1958年にカースィム首相暗殺未遂事件を起こしたサッダームが、潜伏の際に使用した隠れ家と同じ民家であったと、後にサッダームがFBIの尋問で明らかにした。

### 獄中生活

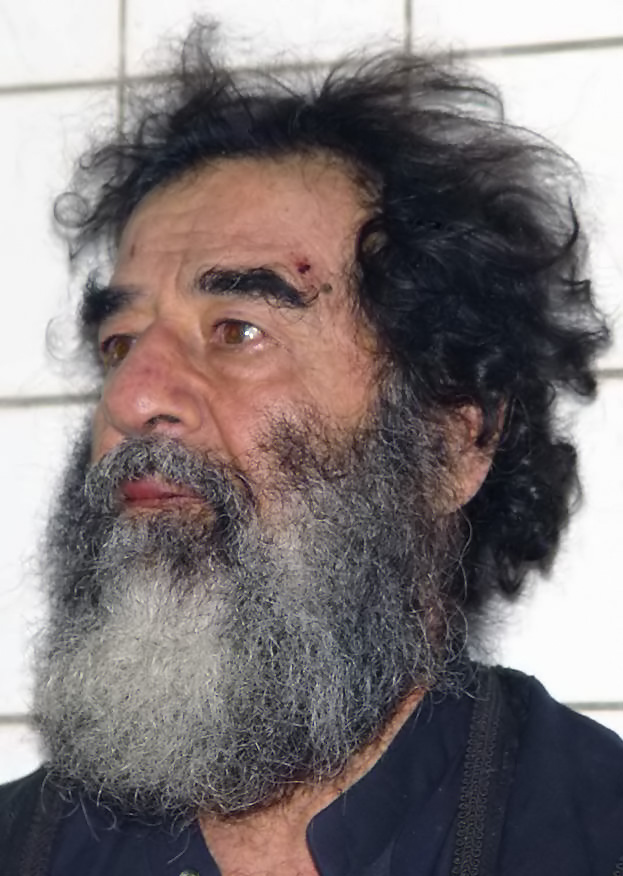
逮捕後のサッダーム（2003年12月14日）

サッダームは、拘束後にアメリカ軍の収容施設「キャンプ・クロッパー」に拘置された。ここでのサッダームの生活は、主に詩の創作、庭仕事、読書、聖典クルアーンの朗読に占められた。独房は窓のない縦3メートル、横5メートルの部屋で、エアコンが完備され、プラスチックの椅子が2つ、礼拝用の絨毯が1枚、洗面器が2個、テレビ・ラジオは無く、赤十字から送られた小説145冊が置かれていた。庭には小さなヤシの木を囲むように白い石を並べていたという。
他人に自分の服を洗われることを拒否し、自分で洗濯を行っていたという。エイズ感染を極度に恐れており、看守のアメリカ兵らの洗濯物と一緒に自分の洗濯物を干さないよう頼んでいたという。また、米国製のマフィンやクッキー、スナックなどの菓子も楽しんでいたとされ、2004年に高血圧やヘルニア、前立腺炎を患った以外は病気はせず、逆に体重が増えてダイエットに励むなど健康的な生活を送っていた。
アメリカ軍側は、口ひげや顎ひげを手入れするハサミは支給しなかったという。
獄中で、サッダームは、赤十字を介して、ヨルダンに滞在する長女のラガドや孫のアリーに手紙を送っており、2004年8月2日に孫アリーへ届いた手紙では「強い男になれ。私の一族を頼む。一族の名声をいつまでも保ってほしい」と記した。
2005年5月、英大衆紙「ザ・サン」が、サッダームの獄中での生活を撮った写真を掲載。独房で睡眠中の写真やサッダームのブリーフ姿の写真が掲載され、波紋を呼んだ。これに関しては、イラク国民の間からも「いくら独裁者でも、元大統領に対して非礼」と反発する意見が噴出した。
2005年10月と12月に行われたイラク新憲法を決める国民投票と議会選挙について、サッダームは獄中からイラク国民に投票ボイコットを呼びかける声明を出した。
ジャーナリストのロナルド・ケスラーの本『The Terrorist Watch 』によると、レバノン系米国人でFBI・対テロ部門主任のジョージ・ピロの回想として、サッダームは異常な潔癖症で、手や足を隅々まで拭くために、乳幼児用のウェットティッシュを差し入れたところ、ピロはサッダームの信頼を得たという。 拘留中も1日5回の礼拝を欠かさない敬虔なムスリムではあったが、一方で、高級ワインやスコッチ・ウイスキーの 「ジョニー・ウォーカーブルーラベル」とキューバ製葉巻を好んだ。また、女性にはよく色目を使いアメリカ人の女性看護師が採血に現れたとき、「君は可愛いらしいね」と英語で伝えるよう頼んだとされ、大統領在任時とほとんど変わらない生活を送っていたようだ。また、影武者存在説については「誰も自分を演じることはできないだろう」「映画の中の話だ」と否定したとされる。2人はよく歴史や政治、芸術やスポーツなどについても語り合った。ある日サッダームはFBIから支給されたノートを使って愛についての詩作を始めるなど、意外な一面も見せた。
また、診察に来た医師に対して、「私がもう一度結婚して子どもをもうけることをアッラーがお許しになりますように。その子たちにはウダイとクサイ、ムスタファーと名付けよう」と、死んだ自分の息子と孫の名を口にして冗談を言ったという。
歴代のアメリカ合衆国大統領の評価についてピロが質問すると、ブッシュ父子を嫌悪しながらも、アメリカ人には親近感を抱いており、ロナルド・レーガンやビル・クリントンについては尊敬の念すら示したという。また、湾岸戦争については、アメリカ軍の戦力を過小評価していたと語り、イラク戦争では「ブッシュ政権が本気でイラクを攻撃してくるとは思わなかった」とし、2つの戦争における自らの対応は戦略的誤りであったとした。
一方、1980年代に政権によってクルド人に対する化学兵器を使用した大量虐殺について「必要だった」と正当性を主張。1990年のクウェート侵攻については、侵攻前に行われた両国外相会議の際、クウェート側代表から「すべてのイラク人女性を売春婦として差し出せ」と侮辱されたといい、「罰を下したかった」と述べたという。
サッダームは、イラクが大量破壊兵器を開発済であり、WMDを完成させて密かに国内のどこかに隠し持っているかのように振舞い続けたが、ピロから「なぜ、かかる愚かな行為をしたのか」と問われた際、サッダームは「湾岸戦争での敗北以降、通常戦力は大幅に低下したため、大量破壊兵器を持っていないことが明らかになると、イランやシリアに攻め込まれ、国家がなくなってしまうのではないかとの恐怖があったから」と答えている。また、国連による制裁がいずれ解除されれば、核兵器計画を再開できるとも考えていたという。
2009年7月1日に新たに公表されたピロの尋問記録にも、同様の趣旨のことを話しており、国連査察を拒んだ場合の制裁よりも、イラクの大量破壊兵器が存在しないことが明らかになり、イランに弱みを見せることの方を恐れたという。またサッダームは、獄中記でアラブ諸国にとってイスラエルよりイランが脅威であると評しており、イランのイスラーム体制の指導部を過激派と呼び、嫌悪していたという。
アルカーイダとの関係についても否定し、ウサーマ・ビン・ラーディンを狂信者と呼び、「交流することも、仲間と見られることも望んでいなかった」とし、逆にアルカーイダを政権にとっての脅威と捉えていたという。
ピロによれば、尋問日程がすべて終了すると、サッダームは感情的になったという。「私達は外に座り、キューバ葉巻を2、3本吸った。コーヒーを飲み、他愛ない話をした。別れの挨拶をすると彼の目から涙があふれた」という。 またピロは「彼は魅力的で、カリスマ性があり、上品で、ユーモア豊かな人物だった。そう、好感の持てる人物だった」と回想している。
同様の感想をサッダームが収監されたアメリカ軍収容所の所長だったジェニス・カーピンスキー元准将も述べており、よく若い監視役のアメリカ憲兵の話相手となり、ある時はアメリカ兵の職場結婚の相談などにも応じていたという。カーピンスキーによるとサッダームは「お前は本当に司令官なのか？」とアメリカ軍に女性の将校がいることに関心を示し、「新イラク軍には、女性の司令官を新たに任命する」と語ったという。
また、サッダームの世話を担当したロバート・エリス米陸軍曹長が、2007年12月31日付きの米紙『セントルイス・ポスト・ディスパッチ』のインタビューで証言したところによると、看守の米兵達はサッダームを勝利者を意味する「victor」（ヴィクター）というニックネームで呼んでいたという。エリス曹長は、2日に一回独房を見回っていた。ある時、サッダームが自作の詩を読む声が聞こえ、それから互いに言葉を交わすようになったという。自分が農民の子で、その出自を1度も忘れたことはないこと、自分の子に本を読み聞かせして寝かせたこと、娘がお腹が痛いと言ったときにあやしたことなどを語ったという。また、葉巻とコーヒーは血圧に良いとして、エリスに葉巻を勧めたこともあったという。エリスによれば、不平を言わない模範囚であり、アメリカ兵に敵対的な態度は見せなかった。一度だけ、不平を訴えてハンストを起こした。食事をドアの下の隙間から差し入れたからである。その後、ドアを開けて食事を直接届けるようになると、すぐにハンストをやめたとされる。ある時、サッダームが食事のパンをとっておき、庭で小鳥に食べさせていたのをエリスは見ている。
また、サッダームがエリスにアメリカ兵がマシンガンを撃つ姿をジェスチャーで示しながら、『米軍はなぜ、イラクに侵攻したのだ』と質問したという。「国連の査察官は何も見つけなかっただろう」とも述べた。ある日、米本国にいるエリスの兄弟が死亡したため、米国に帰国しなくてはならなかったとき、サッダームは「お前はもう、オレの兄弟だ」と言ってエリスを抱きしめ、別れを惜しんだという。
サッダーム自身も弁護士に対し、「アメリカの兵士が私にサインをよく頼みに来る」「私は、イラクが（自分の手で）解放されたら、私の国に来るように彼らを招待した。彼らは承諾してくれた」と米兵との交流の様子を明かしている。
サッダームの個人弁護人だったハリール・ドゥライミーは、2009年10月にアラブ圏で出版された回顧録『Saddam Hussein Out of US Prison』の中で、2006年夏にサッダームは米軍拘置施設からの脱走を計画していたことを明かした。計画では、旧政権支持者とサッダームの元警護官で構成する武装集団が、バグダードのグリーンゾーンと国際空港にあるアメリカ海兵隊基地を襲撃し、その隙に空港近くにある拘置施設キャンプ・クロッパーからサッダームを脱獄させ、イラクの武装勢力をまとめてイラク政府や駐留アメリカ軍を攻撃するために、西部アンバール県まで逃亡させる計画だったという。サッダームは、自分以外にも、同じく収監されているかつての自分の部下である、旧政権高官も脱獄させることを望んでいた。しかし、計画は別の武装勢力がキャンプ・クロッパー郊外でアメリカ軍と銃撃戦を行なう事件が起き、その結果、施設の警備が強化されたため未遂に終わったという。その6ヵ月後、サッダームは処刑された。
ハリールの本によれば、サッダームはキャンプ・クロッパーに収監されている収容者にその計画を話したとされ、「イラクが解放されれば、私はこの国を誰からの援助も無しで、7年で発展させる」「イラクをスイスのようにする」と語ったという。

### 裁判

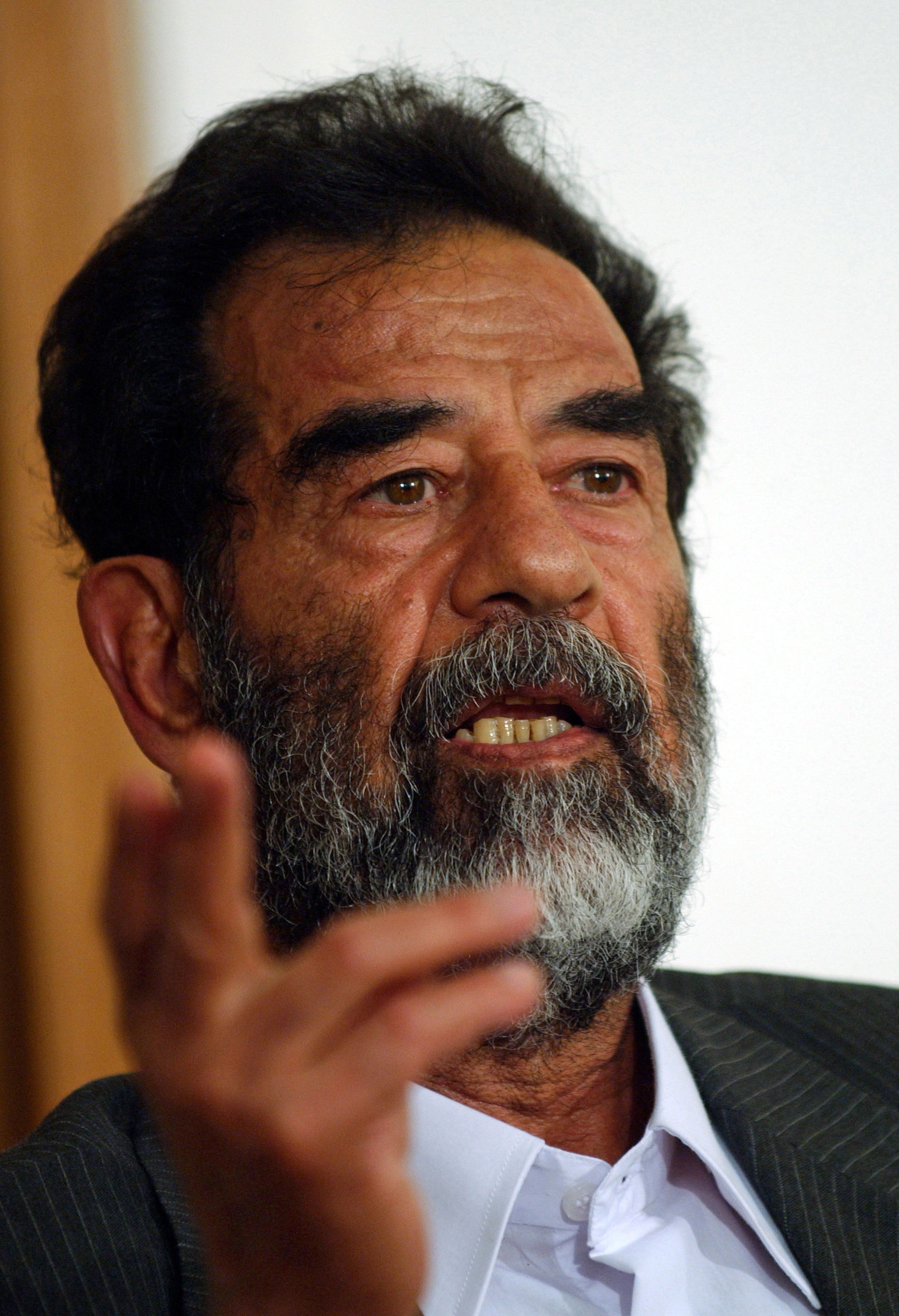
2004年7月、予審で意見を述べるサッダーム・フセイン

2004年7月1日、大量虐殺などの罪で訴追され、予備審問のためイラク特別法廷に出廷した。予審判事に「あなたの職業は？」との質問に「イラク共和国大統領だ」と答え、判事に「“元”大統領ですね」と訂正されると、「今も大統領だ」と反駁した。
訴追容疑に1990年のクウェート侵攻が加えられていることに「共和国防衛隊がイラクの権利を行使しただけだ」「公的行為が犯罪なのか？」と声を荒らげる一幕もあった。起訴状に署名するよう促されたが「弁護士が来るまで署名はしない」と拒否した。この審問の様子は映像で公開されたが「ブッシュこそ犯罪者」と語った場面は放送されず、却ってイラクのスンナ派アラブ社会やアラブ世界にサッダームの威信を高めるだけとなり、以後予審は2回ほど行なわれたが、音声無しの映像公開となった。
イラク特別法廷長官（当時）のサーリム・チャラビーは、予審前の6月30日にサッダームと3、4分面会した。主権移譲によりサッダームの身柄がアメリカ軍からイラク暫定政権に移ったことを説明するためだが、彼は「私はサッダーム・フセイン。イラク共和国大統領だ」と居丈高に告げたという。サッダームは拘束時に伸びていたあごひげをそり落とし、トレードマークの口ひげを生やしてアラブの伝統衣装を身にまとっていた。健康そうだったが拘束当時よりも痩せており、とても神経質そうだったという。この間、サッダームはずっと座ったままで、周りに立っているチャラビーらに質問しようとしたが、チャラビーが「明日まで待ってほしい」と遮った。
サッダーム弁護団のスポークスマンであるヨルダン人のズィヤード・ハサウネ弁護士によると、2004年12月16日にサッダームの私選弁護人であるハリール・ドゥライミー弁護士と接見した際、自身の裁判について「恐れていない。始まれば多数の当事者を巻き込む過去の情報を公にする」と述べ、欧米諸国との過去を裁判において暴露すると語った。ハリール弁護士との4時間にわたる面会でサッダームは、弁護団の名称を「サッダーム・フセイン・イラク大統領弁護支援委員会」と改名するよう指示、メディアや人権団体などを活用するよう求めた。また、自身の士気について7月の予審段階では90%だったが、「今は120%だ」と意気軒高ぶりを強調した。政権崩壊後のイラクで反米ゲリラ活動については、「称賛する。以前から練られていた計画によるものだ」と戦争前から外国軍に対するゲリラ戦を想定していたかのように発言した。
2005年7月21日、UAEのテレビ局「アル＝アラビーヤ」が、予審の際に「弁護士と面会出来ないのか？」と不満を口にする映像を放送した。クルド人の財産没収に関する予審で、サッダームは白いシャツにグレーの上着姿で登場。かすれ気味の声ながら、挑発的な発言を繰り返した。弁護士との面会が制限されていることについて「これで公正なのか」と反発を示し、判事が「イラク政府による拘束」に言及すると「どの政府だ」と聞き返し、「私はアメリカが任命したイラク政府に拘束されている。これは策略だ」などと主張した。度重なる発言を、予審判事が声を荒らげて制止する場面もみられた。
7月28日には、1991年に起こったシーア住民に対する大量虐殺事件についての予審の最中、席を立とうとしたサッダームに対して何者かが法廷に乱入し、素手で殴りあうという事件が発生した。襲撃した人物や両者の負傷の有無は不明。弁護団の発表によれば予審判事も法廷の警備員もこれを止めようとしなかったと非難した。
この28日の一件について、虐殺事件の捜査を担当し、サッダームに尋問を行っていた捜査官タハシーン・ムトラクが2010年に毎日新聞の取材に応じ、尋問の日、黒っぽいジャケットに白いシャツ姿だったサッダームは「自分は軍最高司令官だ」「イラク人の中で（自分は）もっとも勇敢な人間だ」と自慢を始めた。これに対して捜査担当判事が「（03年12月）拘束時になぜ穴に隠れていたのか」と聞くと、サッダームは激高して罵り始め、弁護士が尋問の中止を求めた。ムトラクがサッダームを部屋から連れ出そうと腕を取ると激しく抵抗され、この一件が弁護団によって「元大統領が暴行を受けた」と発表されたとのことである。
2度目の尋問は2006年2月に行われたが、6時間の取り調べでサッダームは黙秘を貫いたという。
10月18日の初公判の前に、ドゥライミー弁護士との面会でサッダームは「自分は無実だ」「（罪状には）気にとめていない」などと語ったという。
10月19日、バグダードの高等法廷で、1983年にイラク中部の村ドゥジャイルにおいて住民140人以上を殺害した事件の初公判が開かれた。だが、初公判の時にリズカル・アミン裁判長（当時）の人定質問に答えずにコーランを法廷中に唱えたり、名前を聞かれても名乗ることはなく、裁判そのものに対する拒否の意思をはっきりと示した。また、裁判長がサッダームの経歴を朗読した際には「元ではない。今も共和国大統領だ」と発言し、自身こそがイラクの合法的な大統領であると発言した。サッダームは法廷を「裁判のような“もの”」と表現し、一貫して法廷の不当性を訴えた。一方で、裁判長を持ち上げるような発言も行った。
12月6日の公判では、「サッダーム・フセインを弁護するためではなく、イラクが気高くあり続けるための率直な発言を許してほしい」と述べ、裁判長に対しても「あなたに圧力がかかっているのは分かっている。わたしの息子の一人（裁判長を指す）と対峙しなければならないのは残念だ」と裁判長の職務に理解を示すような発言をしたかと思えば、「こんなゲームが続いてはいけない。サッダーム・フセインの首が欲しければくれてやる」「私は死刑を恐れない」などと発言し、裁判長を挑発した。この日の公判では、事件の被害者が検察側証人として出廷。サッダームは、証人に対しても「小僧、私の話のこしを折るな」と述べ、挑発的な態度を崩さなかったが、一方で、拷問の様子や拘置所での実態を涙ながらに語る女性証人の証言の最中には、動揺した様子で顔をうつむいて静かに話に聞き入るなど、他の男性証人に対してとは違う態度を見せた。
しかし、公判の最後では、弁護側の要求を無視して翌7日の公判開始を決めたアミン裁判長に対し、「不公正な裁判にはもう出ないぞ。地獄へ落ちろ！」と罵る一幕もあった。 7日の公判では、同日に弁護側と接見出来なかったことに抗議してサッダームは出廷せず、他の被告は出廷したものの、開廷が4時間近く遅れ、サッダーム不在のまま裁判は続けられた。12月21日、数週間ぶりに再開された公判には出廷したが、自身を「サッダーム」と呼び捨てにした検察側証人に「サッダームとは誰だ」と声をあげるなど、強気の姿勢を見せた。
2006年11月5日、サッダームはイラク中部ドゥジャイルのイスラム教シーア派住民148人を殺害した「人道に対する罪」により、死刑判決を言い渡された。サッダームは判決を言い渡されると、「イラク万歳」と叫び、裁判を「戦勝国による茶番劇だ」として非難した。
12月26日に開かれた第2審でも、第1審の判決を支持し、弁護側の上訴を棄却したため死刑が確定。翌27日、サッダームはイラク国民向けの声明を弁護士を通じて発表し、「神が望むなら、私は殉教者に列せられるだろう」と死刑を受け入れる姿勢を見せると共に、イラクで当時激化していた宗派対立に言及し、「イラクの敵である侵略者とペルシア人があなたたちに憎悪の楔を打ち込んだ」とアメリカとイランを非難。そして、「信仰深き国民よ、私は別れを告げる。私の魂は神のもとへ向かう。イラク万歳。イラク万歳。パレスチナ万歳。ジハードに万歳。アッラーフアクバル」と結んでいる。弁護士に対しては、「イラク国民が私を忘れないことを願う」と述べたという。

### 死刑執行
2006年12月30日、サッダームは、アメリカ軍拘置施設「キャンプ・ジャスティス」から移され、バグダードのアーザミーヤ地区にある刑務所にて、絞首刑による死刑が執行された。アメリカは処刑を翌年まで遅らせるようイラクに要請したが、ヌーリー・マーリキー政権は国内の「サッダーミスト」（サッダーム支持者）が本人の奪還を目的にテロを起こしかねないとの懸念から受け入れず、関係者共々刑を執行した。サッダームの死刑にシーア派勢力・市民は歓喜し、一方スンナ派勢力・市民は現政権を非難した。

### 死後
刑執行後、サッダームの遺体は故郷であるアウジャ村のモスクに埋葬された。
埋葬後は、住民らによって葬儀が執り行われた。その後もサッダームの誕生日と命日には地元児童らが「課外授業」の一環として、サッダームの墓前に花を捧げ、彼を讃える歌などを合唱していたため、2009年7月、イラク政府はサラーフッディーン県当局に対して集団での墓参を止めるよう命じた。
イラク政府の指導に反して、その後も主にスンナ派アラブ人のイラク国民やサッダーム支持者が墓のあるモスクを訪れ、サッダームがかつて住んでいたティクリートにある旧大統領宮殿と並んで半ば「聖地」のようになっていたが、2015年にイラク軍及びシーア民兵がイスラーム国からティクリート奪還作戦を行った際の戦闘によりサッダームの墓も破壊された。ただし、どちらの攻撃で破壊されたのか、或いは戦闘の巻き添えで破壊されたのか、または意図的に破壊されたのかは不明であるが、イスラーム国の戦闘員が撤退する際に爆破したとの見方が有力である。
サッダームの遺骸は、地元部族がシーア派民兵やイラク軍兵士（シーア派の兵士が主体）に発見されて荒らされるのを恐れ、ティクリートが陥落する前に極秘の場所に改葬していたという。
サッダームが所有していたものの、一度も乗ることがなかった豪華船「バスラ・ブリーズ号」が現存している。イラク政府が売却を試みたが買い手が見つからず、バスラ港でホテルに転用された。

## サッダーム政権

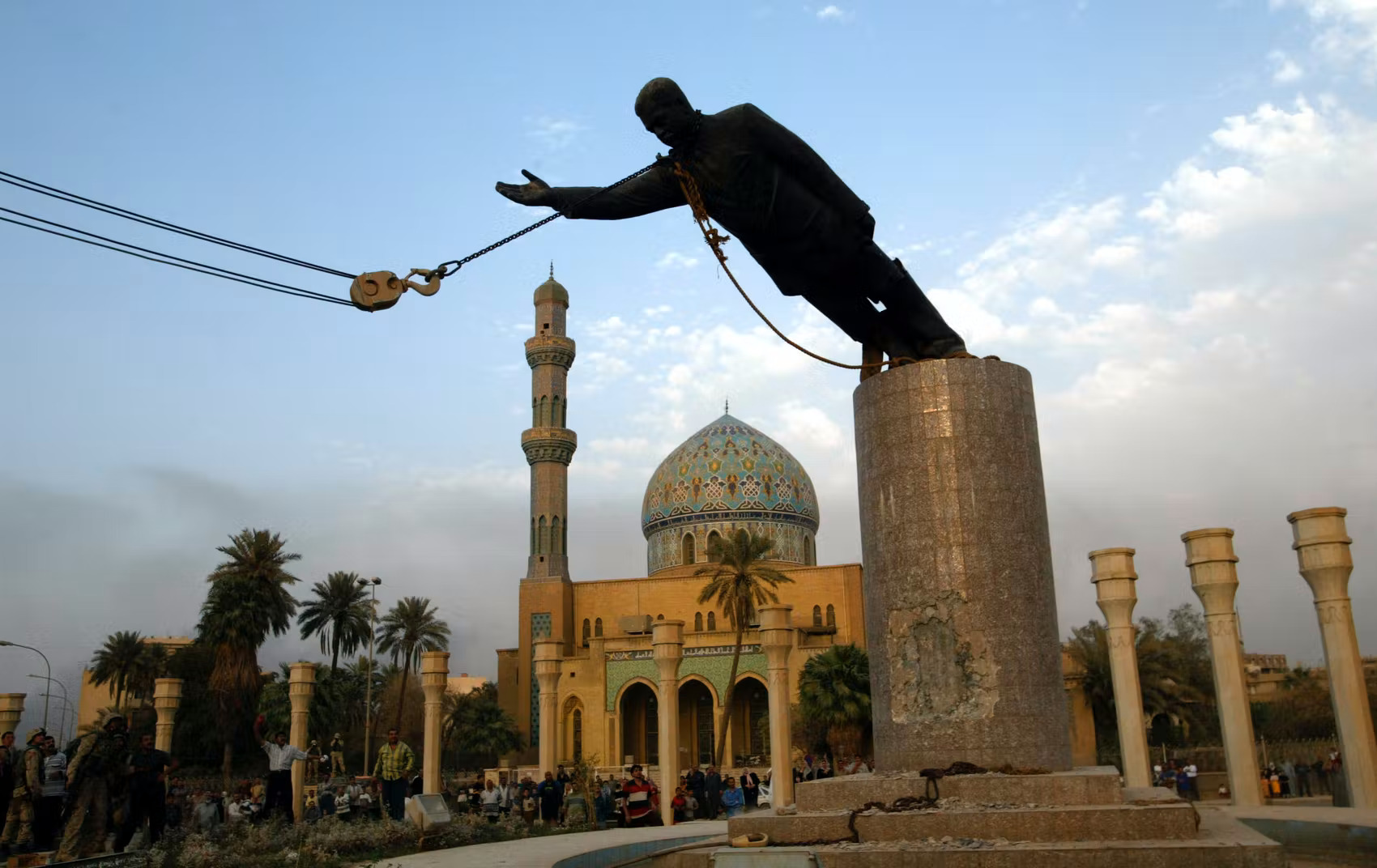
倒されるサッダームの銅像

### 政治スタイル
反対派への粛清、それによる恐怖政治、弾圧から諸外国から典型的な独裁者として恐れられた。
特にサッダームはヨシフ・スターリンの政治スタイルを手本にしたとされる。事実、サッダーム体制にはスターリン主義の特徴が見受けられる。第二次世界大戦で反共十字軍を掲げて侵攻するナチス・ドイツに勝ったスターリンをかつてのサラーフッディーン、その戦いがあったスターリングラードを、「サッダーム・シティ」に見立てた。サッダームはスターリンを共産主義者というよりナショナリストと見ているとクルド人の政治家マフムード・オスマーンは推察している。オスマーンによると、大統領宮殿のサッダームのオフィスにはスターリンに関する本が揃えてあり、オスマーンが「スターリンがお好きなようで」と言うと、「そうです。彼の統治の仕方が気に入っているので」と答えた。オスマーンが「あなたは共産主義者なのか？」と質問すると、サッダームは「スターリンが共産主義者とでも言うのかね」と反論したという。また、史上初の社会主義国をつくったとしてウラジーミル・レーニン、愛国者だったとしてホー・チ・ミン、フィデル・カストロ、ヨシップ・ブロズ・チトーなども称賛していた。
しかし、サッダームの主治医アラ・バシール医師によるとサッダームは1度もスターリンについて語らなかったとし、サッダームが尊敬していたのはスターリンではなくフランスのシャルル・ド・ゴール元大統領であったという。とりわけド・ゴールを「世界でもっとも偉大な政治家」と絶賛し、「彼は戦争の英雄、愛国者、立派なナショナリスト、フランス文明の真の産物」と評し、話をすると決まって最後はド・ゴールの話になったという。ド・ゴール主義者であるジャック・シラクとも個人的に親しくしていた。ちなみにアドルフ・ヒトラーについては「奴は我々アラビア人を差別していた」と嫌っていたという。

### 警察国家
また、サッダーム政権下のイラクでは、幾つもの治安機関が存在し、市民の監視や反体制的言動の摘発に当たっていた。主な物では、総合諜報局、総合治安局といった組織で、相互連携することなく、別個に行動している。治安機関は、あらゆる市民社会に侵入し、タクシーの運転手、レストランの店員などが治安機関の人間である場合もあった。こうした秘密警察による監視網は、国民を恐怖という心理で支配するだけでなく、隣人、家族、友人同士が互いに互いを監視し、密告し合う社会が形成された。親が家で言ったことを子供が学校で喋ってしまい、教師が治安機関に通報したというケースもあったと言われる。このため、サッダーム体制のイラクを、亡命イラク人のネオコンで有名なカナン・マキヤは「恐怖の共和国」と名付けた。1980年ごろ核兵器開発の作業を拒否した科学者のフセイン・アル＝シャフリスターニーの体験は凄惨を極め、22日間にわたり電気ショックなどの拷問を受けたうえ、逃亡までの11年間を獄中で過ごしたという。アメリカのテレビで告白し、恐怖政治の実態が明らかになった。
監視だけでなく、市民に対する恣意的逮捕や拷問も日常的に行われた。アムネスティによるとサッダーム時代には107種類の拷問がイラク各地の刑務所で行われていたとしている。その拷問はわざと苦痛を感じさせて、障害を残すような極めて残忍な拷問である。ヒューマン・ライツ・ウォッチの報告によるとサッダーム政権下で約29万人が失踪あるいは殺害されたと報告している。
イラク現政府は、「サッダーム・フセイン時代の恐怖展」を開き、拷問道具や犠牲者の遺品などを展示した。

### 個人崇拝
サッダームが大統領に就任すると、自身への崇拝が強化され、イラク国内には彼の巨大な彫刻、銅像、肖像画やポスターが飾られるようになった。それらを制作する専門の職人がいたほどであり、国民の人口よりサッダームの銅像やポスターの方が多いという笑い話が作られたほどである。サッダームに対する個人崇拝は、中東でも異例であり、突出していた。国営テレビは、毎日のようにサッダームを称える歌・詩を放送しており、歌の数は200種類あるとされていた。イラクのテレビ・ラジオの監督部門の長を務めた人物の証言によると、サッダームもこれらの放送を見ており、一時、テレビで歌を流す回数を減らしてエジプトのドラマを放送していた（実際、素人臭い作品ばかりで、出来の悪い歌が多かったためである）。これに気づいたサッダームは、担当者を呼びつけて放送を元に戻すよう指示したとされる。
また、アラブや古代メソポタミアの過去の英雄たちも引き合いに出され、即ち、サッダームはネブカドネザル2世やハンムラビ、マンスール、ハールーン・アッ＝ラシードにならぶ偉大な指導者であるとされ、あげくの果てに偽造ともされる家系図を持ち出して預言者ムハンマドの子孫と喧伝された。また、アラブ世界の英雄サラーフッディーンを同じティクリート出身のために尊敬・意識していたという説もあるが、皮肉にもサラーフッディーンはサッダームが苛烈な弾圧を行ったクルド人の出身である。
サッダームの主導で空中庭園などの再建計画が開始された古代遺跡バビロンの入り口にはサッダームとネブカドネザルの肖像画が配置され、碑文には「ネブカドネザルの息子であるサダム・フセインがイラクを称えるために建設した」と刻まれ、サッダームは遺跡群内にジグラットを模した宮殿もつくろうとした。同様の計画がニネヴェ遺跡、ニムルド遺跡、アッシュール遺跡、ハトラ遺跡でも行われた。

### イラク近代化
独裁者として、イラクを恐怖で統治していたサッダームであるが、1970年代から80年代に掛けて、イラクをアラブで随一の社会の世俗化を図り、近代国家にしたという功績がある。その一つがイラク石油国有化である。
バアス党政権はソ連と共同で南部最大のルメイラ油田を開発させた後、1972年に国家的悲願だった石油事業の国有化を断行した。長年イラクは外資系のイラク石油会社に権益を独占され、石油利益が国家に還元されていなかった。一般に、石油国有化はサッダームの功績の一つにあげられているが、実際に計画を立てて指揮を執ったのは、当時の石油大臣であるムルタダー・アル＝ハディーシーであり、政治決断をしたのがサッダームである。
バアス党政権は、国富の公平な配分を掲げていたが、原油から得られる収入が限られていたため、国有化後も思うような成果が上がらなかった。しかし、1973年に石油輸出国機構の原油価格が4倍に急騰したことで状況は好転した。このころを境にイラクの石油収益は伸び続け1980年には、1968年から比較して50％の260億ドルに達した。
この石油収入を背景にバアス党政権は第3次五ヵ年計画を立て、上中流階級の解体、社会主義経済と国有化推進、イラクの経済的自立を目指した。石油産業、軍装備、原発はソ連、その一部をフランス、鉄道建設はブラジル、リン酸塩生産施設はベルギー、旧ユーゴスラビア、東西ドイツ、中国、日本にはハイテク分野の専門家や外国人労働者、専門技師の派遣を要請した。
これにより、バアス党政権は約400億ドルを懸けて第4次五ヵ年計画を進め、全国に通信網・電気網を整備し、僻地にも電気が届くようになった。貧困家庭には無料で家電が配布された。また農地解放により、農業の機械化、農地の分配を推進し、最新式の農機具まで配られ、国有地の70％が自営農家に与えられた。こうした政策により、1970年代後半にはイラクの人口は35％増加した。また、水利事業にも積極的であり、ドイツ、イタリアの協力でモスルダム（旧サッダーム・ダム）、ソ連の協力でハディーサー・ダム、中国の協力で新ヒンディーヤ・ダムなども完成させた。
国内総生産における国営部門の比率も72年には35.9％だったのに対し、77年には80.4％と増加。事実上、バアス党政権が、国民に富を分配する唯一の存在となり、最大の「雇用主」であった。1970年から1980年まで年率11.9％という二桁の経済成長でイラクの一人当たりGDPは中東で最も高くなり、サウジアラビアに次ぐ世界第2位の石油輸出国になった。
他にもサッダームはイラク全国に学校を作り、学校教育を強化した。教育振興により児童就学率は倍増した。イラクの低識字率の改善のため、1977年から大規模なキャンペーンを展開し、全国規模で読み書き教室を開講し、参加を拒否すれば投獄という脅迫手段を用いたものの、イラクの識字率はアラブ諸国で最も高くなり、1980年代に大統領となったサッダームにユネスコ賞が授与された。
また、女性解放運動も積極的に行なわれ性別による賃金差別や雇用差別を法律で禁止し、家族法改正で一夫多妻制度を規制、女性の婚姻の自由と離婚の権利も認められた。女性の社会進出も推奨し、当時湾岸アラブ諸国では女性が働くことも禁じていた中で、イラクでは女性の公務員が増え、予備役であるが軍務に付くこともあった。男尊女卑の強い中東において「名誉の殺人」が数多く行われていた中、この「名誉の殺人」を非難した人物であることは、あまり知られていない。もっとも、1991年の湾岸戦争以後は、イスラーム回帰路線を推し進め、この「名誉殺人」も合法化。アルコール販売の規制や女性の服装規定の厳格化を進めた。
さらにイラクのハブ空港であるバグダード国際空港（サッダーム国際空港）を建設した。
これらは石油生産性がピークに達するバクル政権と、それが連続するサッダーム政権初期の功績である。がしかし、後のサッダームはイラン・イラク戦争や湾岸戦争での二度に渡る戦争での債務、その後の国連制裁によってこれらの成果を無に帰してしまった。

### サッダーム政権崩壊後のイラク
サッダームは恐怖によってシーア派・スンナ派・クルド人の対立を抑え込んでいた。しかしサッダーム政権崩壊後のアメリカの占領政策の失敗とイラク政府の無為無策により、一時宗派対立で内戦状態に陥り、さらにその後は隣国のシリア内戦の影響も受けてISILが流入してイラク政府軍、クルド人、シーア派民兵と衝突し、これにサッダームの最側近だったイッザト・イブラーヒームの旧バアス党残党のスンニ派勢力も加わり、テロも頻発して治安も悪化した。トルコの政治家アブドゥラー・ギュルはユーゴスラビア社会主義連邦共和国解体が内戦につながった様にイラクを「パンドラの箱」と揶揄していた。

## 家族・親族
実父フセイン・アル＝マジードは、サッダームの妹スィハーム・フセイン・アル＝マジード出生後に行方不明となった。盗賊に襲われたとも、家を捨てたとも言われるが定かでは無い。後にサッダームは、父の名前を模した「フセイン・アル＝マジード・モスク」を故郷ティクリートに建設している。母のスブハ・ティルファーは農家出身で、占い師として生計を立てていた。いつごろフセイン・アル＝マジードと別れたのかは不明で、イブラーヒーム・ハサンと再婚し、サブアーウィー、バルザーン、ワトバーン、ナワールの3男1女を生んだ。サッダームの継父にあたるハサンは周囲から「ホラ吹きハサン」と呼ばれており、決して周囲から尊敬されるような人物では無かったとされる。
妻サージダ・ハイラッラーは、サッダームの叔父ハイラッラー・タルファーフの娘に当たり、サッダームとの結婚はいとこ同士の婚姻に当たる。サッダームとの間に、長男ウダイ（1964年6月18日 - 2003年7月22日）、次男クサイ（1966年5月17日 - 2003年7月22日）、長女ラガド（1968年）、次女ラナー（1969年）、三女 ハラー（1972年）を生んだ。
一方、サッダームはその他にも数人の妻がいたとされる。サミーラ・アッ＝シャフバンダル、ニダール・アル＝ハムダーニー、ワファー・ムッラー・アル＝フワイシュの三人がサッダームと結婚したとされるが、サミーラ以外は真偽不明である。このうちサミーラとの間には、アリーなる息子が生まれたとされるが諸説ある。

## 小説
サッダームは小説を4篇、詩を多数書いている。小説のうちはじめの2篇は匿名で発表された。
- 『王様と愛人』（Zabibah and the King、2000年。邦訳 ISBN 978-4893085559）
- 『難攻不落の砦』（The Fortified Castle、2001年）
- 『男たちと都会』（Men and the City、2002年）
- 『悪魔のダンス』（Begone, Demons、2002-3年頃。邦訳 ISBN  978-4198621704）

## 年譜
- 1937年4月28日 - イラク北部、ティクリートのアル＝アウジャ村にて生まれる。
- 1957年 - バアス党に入党。
- 1959年 - アブドゥルカリーム・カーセム首相暗殺未遂事件で死刑判決を受け、エジプトに亡命。
- 1963年 - イラクへ帰国。
- 1964年10月14日 - 逮捕投獄。
- 1966年 - 脱獄。
- 1968年 - バアス党によるクーデターに参画（バアス党政権発足）。アフマド・ハサン・アル＝バクルの大統領就任を助ける。
- 1979年 - 大統領就任。
- 1980年 - イラン・イラク戦争開戦。
- 1990年 - クウェートを占領。
- 1991年 - 湾岸戦争に敗北。
- 1993年 - エルフ・アキテーヌと契約。
- 2003年 - イラク戦争開戦。
- 2003年 - 息子のウダイとクサイが、アメリカ軍との銃撃戦で死亡。
- 2003年8月 - アメリカ合衆国が懸賞金をかける。
- 2003年12月14日 - サッダーム逮捕。
- 2005年10月19日 - 特別法廷で初公判が開かれる。
- 2006年11月5日 - イラク高等法廷にて、人道に対する罪として死刑判決。
- 2006年12月26日 - 同法廷にて1審死刑判決が控訴審で支持され、死刑確定。
- 2006年12月30日 - サッダーム刑死。

## 名前

### ファーストネーム
本人のファーストネームはサッダーム（アラビア語：صَدَّام, サッダーム）で、「敵と激しく何度もぶつかり合い、大いに攻撃を仕掛け、撃退する者」を意味する。
サッダームという命名の由来については親族が異なる話を語っており定かではない。彼の母方おじがメディアに語ったところによると、名前の意味である「勇敢で（敵に）攻め込む男」になるようにとの願いを込めおじである自分が名を授けたという。父方おじについては、たまたま居合わせた喧嘩で口論相手を殴り・平手打ちしてぶちのめした男性がサッダームという名前だったことから、その腕っぷしの強さに感銘を受けて生まれたばかりの甥の名前として提案したと語ったという。
また一族のルーツともされるイラク南部には多い名前だったため伝統的な男児名の中から選ばれ名付けられたに過ぎない、元々は同綴のスィダームという名前だったものの後年サッダームに置き換えられ本人の希望によりサッダームで通すこととなった、といった言説も見られる。

### フルネーム
出自表示を含めたサッダーム・フセインの長いフルネームは、サッダーム・フセイン・アル=マジード・アッ＝ティクリーティー（アラビア語：صدام حسين المجيد التكريتي、英語：Saddam Husayn al-Majid al-Tikriti）であり「ティクリート出身、マジード家のフセインの子サッダーム」を意味する。また出身地表示アッ=ティクリーティーを省いたサッダーム・フセイン・アル＝マジードも多用されている。
また「～の息子◯◯」というナサブ形式を用いたサッダーム・イブン・フセイン・イブン・マジード・アッ＝ティクリーティー（صدام بن حسين بن مجيد التكريتي）なども見られる。こうしたナサブ表記から本人の名前がサッダーム、父はフセイン、祖父はマジードであることがわかる。ただし祖父名はマジードではなくアブドゥルマジード（アラビア語：عبد المجيد、Abd al-MajidもしくはAbdulmajid）とも言われており、祖父名部分が異なるフルネームもしばしば見られる。
彼を含め多くのイラク人の名前には、他のアラビア諸国同様に欧米や日本の人名慣習でいう明確な「姓」にあたるものは存在しない。ラストネーム相当のものとして父や祖父などの名前・家名・氏族名や部族名・地名由来の名称もしくは形容詞が来るため、「サッダーム・フセイン」という「本人名・父の名前」が日本における氏名に相当するフルネーム、公人としての通名に相当する。
日本では彼の名を縮めて呼ぶ場合「フセイン大統領」とするのが一般的で、これについて「フセインは彼の全名の中に含まれる父の名に当たるため、サッダーム大統領と呼ばずにフセイン大統領と呼ぶのはアラビア語として間違っている。」と言われることが多いが、これについては「公人の名前を呼ぶ際に似た名前・同名人物と区別をつけるために特徴のある名前の方を残して通名とする」という事情が関わっているため間違いというわけではなく、アラブ系メディアでも「フセイン大統領」という表現が使われる事例が見られる。
なお、フセインの文語アラビア語（フスハー）における元々の発音は「フサイン」（ḤusaynないしはḤusain）である。しかしながら日常生活で用いる口語アラビア語であるイラク方言での発音が「フセイン」「フセーン」さらにはḤuseinにおけるiとeが逆になった発音Ḥusienとして「フスィエン」「フスェーン」となることから、日本でも現地で広く用いられている口語発音が採用され日本語カタカナ表記としては「フセイン」とするのが通例となっている。

### 英字表記
広く用いられているフルネーム「サッダーム・フセイン」の英字表記はSaddam Husseinである。Husseinの-ss-はフゼインと濁点化させないための便宜的な当て字であるため、フッセインとは発音されない。

## 参考・関連書籍
- サンケイスポーツ特別版 『堕ちたフセイン』2003年の逮捕時発行
- 幻冬舎 『サダム その秘められた人生』コン・コクリン著 伊藤真訳 ISBN 4344003209
- NHK出版『裸の独裁者サダム 主治医回想録』アラ・バシール ラーシュ・スンナノー著 山下丈訳 ISBN 978-4-14-081006-4
- 緑風出版『灰の中から サダム・フセインのイラク』パトリック・コバーン・アンドリュー・コバーン著 神尾賢二訳 ISBN 978-4-8461-0806-9
- 岩波書店『フセイン・イラク政権の支配構造』酒井啓子著 ISBN 4-00-024617-8
- 岩波新書『イラクとアメリカ』酒井啓子著 ISBN 4-00-430796-1

## 映像作品
- 『サダム 野望の帝国（英語版）』（原題: House of Saddam）-　HBOが製作したサッダームの生涯を描いたテレビドラマ。BBCが2008年7月30日に放送した。全4回。日本ではスターチャンネルで2009年に放送された。サッダームを演じたのはイラクに出自を持つイスラエル人俳優、イガル・ノール。